# ملعب دير الزور
ملعب كرة قدم سوري يقع في مدينة دير الزور شرقي سوريا ويعتبر المعقل الاساسي لاندية الفتوة و اليقظة .
نصنيف:ملاعب كرة قدم سورية